# توکای سینه‌سیاه
توکای سینه‌سیاه (نام علمی: Turdus dissimilis)، یکی از گونه‌های پرندگان خانوادهٔ توکایان می‌باشد و در جنوب آسیا، جنوب شرق آسیا و چین یافت می‌شود. اگرچه که هر دو جنس ماده و نر آن از رنگ‌های مشابهی در بخش زیرین سینهٔ خود برخوردارند اما بخش رویی نمونهٔ نر بیشتر به رنگ سیاه است و این درحالی‌ست که همین بخش در نمونهٔ ماده از این پرنده به رنگ خاکستری مایل به قهوه‌ای است؛ بنابراین نام مشترک این پرندگان از رنگ نمونهٔ نر گرفته شده و ما آنها را با نام پرندگان سینه‌سیاه می‌شناسیم. آنها بیشتر تمایل دارند که در جنگل‌های واقع در ارتفاعات بالا زندگی کنند.

## رده‌بندی
توکای سینه‌سیاه وابسته به راسته گنجشک‌سانان و از تیرهٔ توکایان است.

## ویژگی‌ها
درازی کل توکای سینه‌سیاه ۲۲ سانتی‌متر تا ۲۳٫۵ سانتی‌متر است که شامل دم آن نیز می‌شود. در حالی که بخش تحتانی آنها برای هر دو جنس تقریباً همرنگ است اما قسمت فوقانی در نمونهٔ ماده و نر متفاوت است. پرنده نر صورت، گلو و سینه سیاهی دارد، در حالی‌که سایر نواحی بدن او در قسمت فوقانی به رنگ خاکستری است.
پرنده ماده در سطح پشتی به رنگ خاکستری مایل به قهوه‌ای می‌باشد، با گلو و سینه تقریباً سفید که پر از لکه‌ها و رگه‌های سیاه رنگ است و سینهٔ آنها به رنگ نخودی است.

## زیستگاه
این پرندگان بیشتر در بنگلادش، چین، هند، لائوس، میانمار، تایلند و ویتنام یافت می‌شوند. زیستگاه مورد نظر آن‌ها جنگل‌های گرمسیری و نیمه گرمسیری کوهستانی است که نواحی نمناکی به‌شمار می‌روند.
دیگر زیستگاه‌های مناسب برای آنها که از درجهٔ اهمیت پایین‌تری برخوردارند، می‌توان به جنگل‌های گرمسیری و نیمه‌گرمسیری خشک و همچنین درختچه‌زارهای جنگل‌های گرمسیری و نیمه‌گرمسیری و جنگل‌های درختان حرا که در سطح بالاتری از دریا قرار گرفته‌اند اشاره کرد. این پرنده در تپه‌های جنوب شرق چین نیز یافت می‌شود. آنها معمولاً در ارتفاعات نسبتاً زیاد بین ۱۲۲۰ متر تا ۲۵۰۰ متر دیده می‌شوند. با این حال آنها تمایل دارند که در فصل زمستان در ارتفاعات پایین‌تر حدوداً ۲۰۰ متری پرواز کنند.